# سفارت اندونزی در بخارست
سفارت اندونزی در بخارست (به لاتین: Embassy of Indonesia) یک منطقهٔ مسکونی و نمایندگی سیاسی این کشور در رومانی است که در بخارست واقع شده‌است.